# Cedusa roseifrons
Cedusa roseifrons är en insektsart som först beskrevs av Kramer 1986.  Cedusa roseifrons ingår i släktet Cedusa och familjen Derbidae. Inga underarter finns listade i Catalogue of Life.